# Olepa neumuthi
|  | Dieser Artikel wurde aufgrund von formalen oder inhaltlichen Mängeln in der Qualitätssicherung Biologie zur Verbesserung eingetragen. Dies geschieht, um die Qualität der Biologie-Artikel auf ein akzeptables Niveau zu bringen. Bitte hilf mit, diesen Artikel zu verbessern! Artikel, die nicht signifikant verbessert werden, können gegebenenfalls gelöscht werden. Lies dazu auch die näheren Informationen in den Mindestanforderungen an Biologie-Artikel. |

Olepa neumuthi ist ein nachtaktiver Schmetterling aus der Unterfamilie der Bärenspinner (Arctiinae), der im Jahre 2011 von dem deutschen Entomologen Hans Helmuth Neumuth (1942–2013) entdeckt wurde.
Der Falter ist auf der indochinesischen Halbinsel beheimatet und wurde 2012 von dem französischen Entomologen Georges E.R.J. Orhant klassifiziert. Olepa neumuthi wurde nach seinem Entdecker benannt. Die Raupen dieses Nachtfalters ernähren sich vom Wunderbaum (Ricinus communis). Dies ist bemerkenswert, da das in den Samen dieser Pflanze enthaltene Gift Ricinin als hochwirksames Insektizid gilt.